# Régime sans gluten

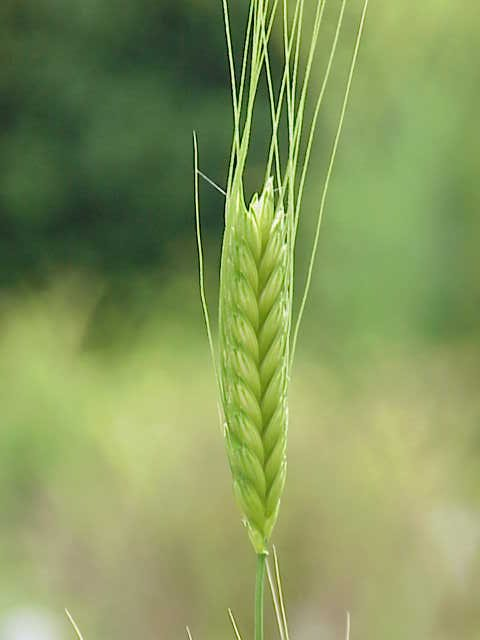
Épi de blé

Un régime sans gluten est un régime alimentaire excluant les aliments à base de gluten, qui est un composé protéique retrouvé dans de nombreuses céréales comme le blé, l'orge, le seigle, l'épeautre ou encore le petit-épeautre.
Le régime sans gluten est généralement motivé par des affections médicales comme la maladie cœliaque (intolérance au gluten) ou même dans certains cas l'allergie au blé. Pour les personnes diagnostiquées comme atteintes de la maladie cœliaque, un régime alimentaire strictement sans gluten constitue à ce jour le seul traitement efficace.
Des débats scientifiques sont en cours autour des recherches concernant une éventuelle sensibilité non cœliaque au gluten. Certains pensent que manger sans gluten serait meilleur pour la santé pour l'ensemble de la population, mais les produits sans gluten ne sont généralement pas plus nutritifs ou équilibrés que les autres.

## Motivations

### Allergie au blé
Dans certains cas, une allergie au blé est une bonne raison pour adopter une alimentation sans gluten. Une faible proportion de la population (surtout de très jeunes enfants) présente des symptômes typiques d'allergie après consommation de blé ou de dérivés. Dans une allergie, les symptômes se manifestent juste après la consommation du produit, et on peut détecter des immunoglobulines spécifiques. Le blé figure sur la liste des allergènes reconnus par l'Union européenne, dont l'étiquetage différencié est obligatoire. Plusieurs composants du blé peuvent être à la source de l'allergie, les protéines (dont le gluten, mais pas seulement) jouant un rôle principal. L'allergie au blé des très jeunes enfants peut disparaître progressivement avec l'âge.

### Maladie cœliaque
Certaines personnes présentent une intolérance au gluten appelée maladie cœliaque.
La maladie cœliaque est une maladie auto-immune s'attaquant aux villosités de l'intestin grêle, en présence de gluten, et pour laquelle le seul traitement possible est un régime sans gluten,. Selon les estimations, la maladie touche 1% des adultes dans le monde. De plus en plus de personnes en sont atteintes, mais il faut souvent plusieurs années avant que le diagnostic soit posé par un ou une professionnel de santé. Comme l'endométriose, les symptômes sont variés et peuvent être confondus avec ceux de plusieurs autres pathologies. Les symptômes peuvent également être mineurs, voire absents. Dans ce dernier cas, on parle alors de maladie coeliaque asymptomatique. On estime que seuls 5 à 10% des cas sont diagnostiqués. Chez les personnes atteintes de la maladie cœliaque, la quantité de gluten tolérable peut varier d'une personne à l'autre. Bien qu'il n'y ait pas de preuve pour établir une quantité seuil, une ingestion de moins de 10 mg de gluten par jour peut causer des altérations histologiques.
L’intolérance au gluten se manifeste chez l’adulte par une fatigue chronique provoquée par des carences vitaminiques, des troubles gastro-intestinaux (douleurs abdominales, digestion difficile, diarrhée, selles molles, reflux gastro-œsophagien), des problèmes articulaires, des troubles neurologiques, dermatologiques, stomatologiques, etc. La dermatite herpétiforme peut être liée à la consommation de gluten.
En France, l'AFDIAG (Association française des intolérants au gluten) est un soutien pour tous les cœliaques. La SBC asbl (société belge de la cœliaquie asbl), en Belgique, l'A.L.I.G. (association luxembourgeoise des intolérants au gluten), au Grand-Duché de Luxembourg, et l'ARC (Association Suisse Romande de la Coeliakie), en Suisse, remplissent le même rôle.
En France, la maladie cœliaque est éligible à une prise en charge de 60% par l'Assurance Maladie. Classée comme une Affection de Longue Durée (ALD) non exonérante, les frais liés à un régime sans gluten sont remboursés à hauteur de 60% du tarif de la Liste des Produits et Prestations remboursables (LPP) de la Sécurité Sociale. 
En dépit de la mode récente des régimes sans gluten, la prévalence de cette maladie (de l'ordre d'1% de la population) ne semble pas avoir augmenté.

### Sensibilité non cœliaque au gluten
La sensibilité non-cœliaque au gluten est décrite comme la combinaison d'un ensemble de symptômes (y compris neurologiques et intestinaux) qui régressent quand le sujet adopte une alimentation sans gluten, après que la maladie cœliaque et l'allergie au blé aient été exclues,. L'ingestion de gliadine (un composant du gluten) est responsable des symptômes dans la maladie cœliaque et, au moins dans certains cas, dans la sensibilité non cœliaque au gluten. Des recherches plus récentes ont visé à identifier les éventuels agents déclencheurs d'une réponse chez les patients atteints de sensibilité non cœliaque au gluten, ce qui peut impliquer le gluten, les FODMAP, les α-amylase/trypsin inhibitors (en) ou d'autres substances. En particulier, les chercheurs ont montré que certains patients autodiagnostiqués comme sensibles au gluten ne l'étaient en fait pas et que leurs symptômes s'amélioraient avec une alimentation faible en FODMAP. Les patients autodiagnostiqués sensibles au gluten auraient remarqué une réduction des symptômes, que ce soit en adoptant une alimentation sans gluten ou un régime faible en FODMAP, ce qui correspond dans les deux cas à éliminer le blé. Par conséquent, le débat porte sur le fait de savoir si devrait être utilisée l'expression « sensibilité non cœliaque au gluten » ou « sensibilité non cœliaque au blé ». De manière générale, cette NCGS demeure une entité symptomatique encore obscure pour les médecins et toucherait une population beaucoup plus réduite que celle des autodiagnostiqués ; beaucoup doutent même de son existence réelle, et suggèrent un cas de Disease mongering (exagération d'un risque sanitaire dans un but mercantile).
La sensibilité au gluten chez ces personnes pourrait être principalement due à l'effet nocebo,. Une autre explication serait une sensibilité à des glucides fermentescibles, les FODMAP, ou à une alimentation trop riche en protéines (notamment dans le cas de régimes pauvres en graisses et sucres, et donc peu rassasiants et constitués essentiellement de protéines ou de nutriments peu digestes).
Une autre explication tient dans la teneur en gluten de la malbouffe : la plupart des aliments de malbouffe étant riches en gluten (burgers, frites industrielles, pizzas, céréales, pâtes, sandwichs…), l'arrêt de ces aliments et leur remplacement par une alimentation plus équilibrée et de meilleure qualité entraîne généralement une amélioration de l'état de santé. C'est cette amélioration qui est ensuite revendiquée par l'industrie du gluten-free comme effet bénéfique de leur régime, alors qu'elle n'a aucun rapport avec le gluten lui-même. Corinne Peirano, diététicienne et nutritionniste, analyse ainsi : « Lorsqu’on se met au régime sans gluten, on se sent mieux. Forcément. Mais l’absence de gluten n’y est pas forcément pour quelque chose. Comme le regard sur l’assiette change, on améliore son contenu, on mange plus diversifié, plus de végétaux, moins de glucides qui fermentent, moins de cochonneries aussi. », mais à terme le risque de carence entraîné par un régime sans aliments contenant du gluten tend à avoir des effets clairement nocifs,.

### Régime à la mode

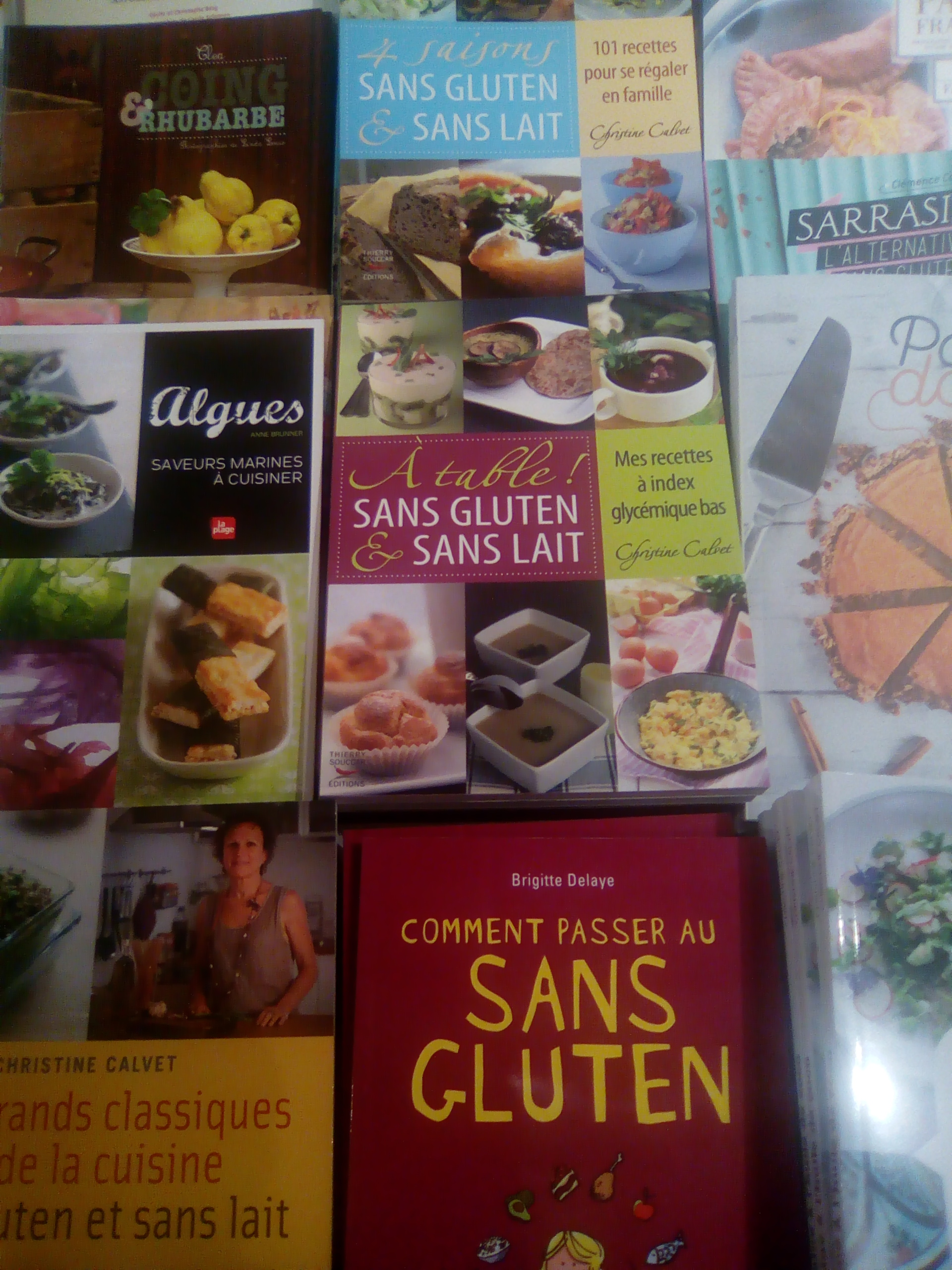
Livres de cuisine exposés au Salon Marjolaine.

Les régimes sans gluten sont devenus populaires au milieu des années 2010, et prônés par des célébrités du show-business comme Miley Cyrus, Lady Gaga, Jennifer Aniston, Novak Djokovic ou encore Gwyneth Paltrow[réf. souhaitée]. Le livre Wheat Belly, qui présente le blé comme un « poison chronique », a connu un grand succès de vente dès le premier mois de sa publication en 2011, et a constitué un des points de départ de cet effet de mode.
Autour de cette croyance en des effets délétères du gluten, s'est rapidement développée toute une industrie extrêmement lucrative (estimée à environ 60 millions d'euros rien qu'en France, et en expansion de 30% par an), abondamment appuyée par la presse publicitaire et notamment les journaux féminins, vite relayés par des best-sellers paramédicaux et l'apparition d'un certain nombre de médias spécialisés et de réseaux sociaux, touchant parfois jusqu'aux pratiques à risque de dérive sectaire, ainsi que des cas d'escroqueries. De manière plus problématique, le régime sans gluten a aussi été présenté par certaines personnes comme un traitement miracle contre des maladies graves comme l'autisme, maladie incurable, encore mal comprise et cible récurrente de charlatans. De plus en plus de consommateurs achètent de la nourriture sans gluten « parce qu'ils pensent que ça les aidera à perdre du poids, parce qu'ils ont l'impression de se sentir mieux ou parce qu'ils croient à tort qu'ils sont sensibles au gluten », même si aucune étude médicale n'a jamais attesté de tels résultats. La Food and Drug Administration (FDA) américaine a ainsi précisé qu’« aucun avantage nutritionnel n’était avéré pour une personne qui n’a pas de sensibilité au gluten ».
De nombreuses chaînes de l'agro-industrie (des grandes surfaces à Éric Kayser), ainsi que certains chefs, ont récemment développé des menus « gluten free » pour satisfaire à cette tendance, moyennant souvent des prix somptuaires, rarement justifiés par autre chose que l'effet de mode. En dehors des allergies, aucun de ces produits n'a cependant démontré d'effet bénéfique sur la santé par rapport à un produit de qualité identique contenant du gluten, voire au contraire puisque les régimes sans gluten peuvent à terme présenter des risques de carences. Ainsi, selon Carol M. Shilson, directeur du Centre de recherche de la maladie cœliaque (Center for Celiac disease research), « Le régime sans gluten n'est pas une bonne chose, à moins qu'il ne soit prescrit par un médecin ». Manger sans gluten n'est actuellement pas reconnu comme un moyen de manger plus sainement ou de perdre du poids,.
En France, le professeur Christophe Cellier, gastro-entérologue à l’hôpital européen Georges-Pompidou, commente : 

« aucun bénéfice clair n’a été démontré pour lutter contre d’autres maladies que la maladie cœliaque, pas même pour les sportifs, malgré la tendance lancée par le tennisman Novak Djokovic. 
A priori, il n’y a pas de danger à suivre ce régime. Une étude épidémiologique publiée récemment dans le British Medical Journal par des chercheurs de l’université Columbia montre peut-être un léger risque supplémentaire de maladie cardiovasculaire. Mais le problème se trouve dans l’excès, ce qu’on appelle l’orthorexie [l’obsession de contrôler sa nourriture] : certaines personnes finissent par adopter des régimes très restrictifs, sans gluten, puis sans lait, etc., qui peuvent se révéler dangereux. »

Plusieurs sociologues se sont penchés sur ce phénomène. Claude Fischler, de l'EPHE, analyse ainsi que « la tendance est à l’individualisation, aux États-Unis, en particulier, et à la médicalisation des repas », c'est-à-dire au contrôle par des groupes industriels de l'alimentation des citoyens, sous des prétextes médicaux fallacieux. « C’est une offense de refuser un plat lorsqu’on partage un repas. En France plus qu’ailleurs. Mais prétendre une maladie cœliaque ou une hypersensibilité au gluten, c’est une façon commode de dire qu’on ne mangera pas de pâtes ou de céréales ». L'intolérance au gluten serait ainsi un simple prétexte pour dissimuler un comportement orthorexique, ou affecter une distinction sociale dans sa manière d'être par un mécanisme de consommation ostentatoire.
C'est notamment pour ces raisons que certains humoristes américains se sont amusés à tourner en ridicule[incompréhensible] la prétention des « gluten-free addicts », comme par exemple l'épisode « Ebola sans gluten » de la série South Park.

## Arguments et critiques

### Validité scientifique
Il n'existe aucune étude scientifique sérieuse prouvant qu'un régime sans gluten est meilleur pour la santé s'il est pratiqué hors intolérance médicale avérée, mais à moyen terme un risque de carence nutritionnelle peut être à craindre.
Pour autant, si diminuer sa consommation de « malbouffe » en ayant une alimentation plus variée est bénéfique, manger sans gluten n'a pas d'effet miracle prouvé et coûte beaucoup plus cher (2 à 5 fois le prix normal).

### Mise en cause des agro-industriels
Les défenseurs du régime sans gluten dénoncent un lobbying de la part des agro-industriels afin de discréditer cet effet de mode, qui diminue significativement la consommation de blé en Occident[source insuffisante]. Cependant, le régime sans gluten est lui-même devenu un puissant lobby industriel avec ses médias, ses stars, ses best-sellers, ses ramifications dans l'agro-système, sa communication parfois opaque et surtout son importance financière, et l'argument peut donc aisément être retourné.

### Comme traitement médical contre l'autisme
Certaines personnes ont avancé que le gluten pourrait avoir une responsabilité dans l'autisme, mais les preuves de l'efficacité de ce régime contre l'autisme sont actuellement considérées comme non convaincantes. Des études, dont une de l'Université de Rochester, ont montré que ce régime alimentaire populaire (régime sans gluten) ne montrait pas de réel bénéfice chez les enfants autistes qui n'avaient pas de troubles digestifs particuliers.
L'autisme, handicap incurable et encore mal compris, est de fait régulièrement la cible de charlatans, s'appuyant sur la fragilité émotionnelle des familles touchées pour vendre toutes sortes de recettes miracle.

### Risques
Selon des chercheurs de l'université de Harvard qui ont étudié ce régime via trois études rassemblant 200 000 personnes sur 30 ans, ce régime pourrait augmenter les risques de diabète de type 2.
Une étude américaine en prépublication en 2017 éditée dans Epidemiology laisse penser que les consommateurs nord-américains d'aliments sans gluten sont plus imprégnés de certains métaux lourds ou métalloïdes toxiques que les autres (légèrement à très légèrement pour le plomb, cadmium ou mercure, mais très significativement pour l'arsenic  : risque doublé), peut-être à cause de la farine de riz, substitut très fréquent aux farines classiques dans ces produits, souvent trop riche en arsenic. Cette étude doit encore faire l'objet d'une validation par les pairs. Or, en 2016, 25 % des Américains seraient des consommateurs réguliers de sans-gluten. L'arsenic et le mercure sont suspectés d'augmenter le risque de cancer et de certaines autres maladies chroniques,,. En France, la revue consumériste 60 millions de consommateurs met en garde en juillet 2018 contre les additifs qui remplacent le gluten qui peuvent s’avérer très caloriques ou susceptibles de perturber le système digestif, ses tests sur un pain aux graines sans gluten ayant montré une valeur calorique 40 % plus importante que la référence classique et que trois substances ajoutées peuvent causer des ballonnements et des diarrhées si elles sont ingérées en quantités importantes. La revue appelle donc à réserver les régimes sans gluten aux seules personnes ne tolérant pas ces substances.

## Synthèses scientifiques
- (en) Jessica R Biesiekierski et Julie Iven, « Non-coeliac gluten sensitivity: piecing the puzzle together », United European Gastroenterol J., vol. 3, no 2,‎ 2015, p. 160–165 (DOI 10.1177/2050640615578388, lire en ligne).
- (en) P. R. Shewry et S. J. Hey, « Do we need to worry about eating wheat? », Nutr Bull., vol. 41, no 1,‎ 2016, p. 6-13 (DOI 10.1111/nbu.12186, lire en ligne).